# Rorippa globosa
Rorippa globosa là một loài thực vật có hoa trong họ Cải. Loài này được (Turcz. ex Fisch. & C.A. Mey.) Hayek miêu tả khoa học đầu tiên năm 1911.